# Савкін Олег Володимирович
Савкін Олег Володимирович — український актор театру і кіно. Заслужений артист України (2021)

## Життєпис
Народився 2 червня 1965 р. у м. Баку. Закінчив Харківський театральний інститут.
Був актором ТЮГу (1988–1991, м. Орел), Харківського українського драматичного театру імені Т. Г. Шевченка і диктором на телебаченні (1993–1998).
З 1999 є актором Національного академічно драматичного театру імені Лесі Українки.

## Вибрана фільмографія
- «Далі польоту стріли» (1990, т/ф, 2 с)
- «Меланхолійний вальс» (1990, т/ф)
- «Війна» (1990, т/ф, 6 с)
- «Чудо в краю забуття» (1991)
- «Два кроки до тиші» (1991, лейтенант Князєв)
- «Вінчання зі смертю» (1992)
- «Вирок»
- «Сад Гетсиманський» (1993, Премія «Смолоскип», 1994)
- «Тигролови» (1994)
- «Острів любові» (1996, т/ф, Юс)
- «Зіновій — Богдан Хмельницький» (2002)
- «Убивство у зимовій Ялті» (2006)
- «Алкоголічка» (2013, к/м)
- «Прислуга» (2018)
- «Повернення» (2019) — головний лікар